# Melcha albomaculata
Melcha albomaculata är en stekelart som beskrevs av Cameron 1905. Melcha albomaculata ingår i släktet Melcha och familjen brokparasitsteklar. Inga underarter finns listade i Catalogue of Life.